# Musée Spitzner

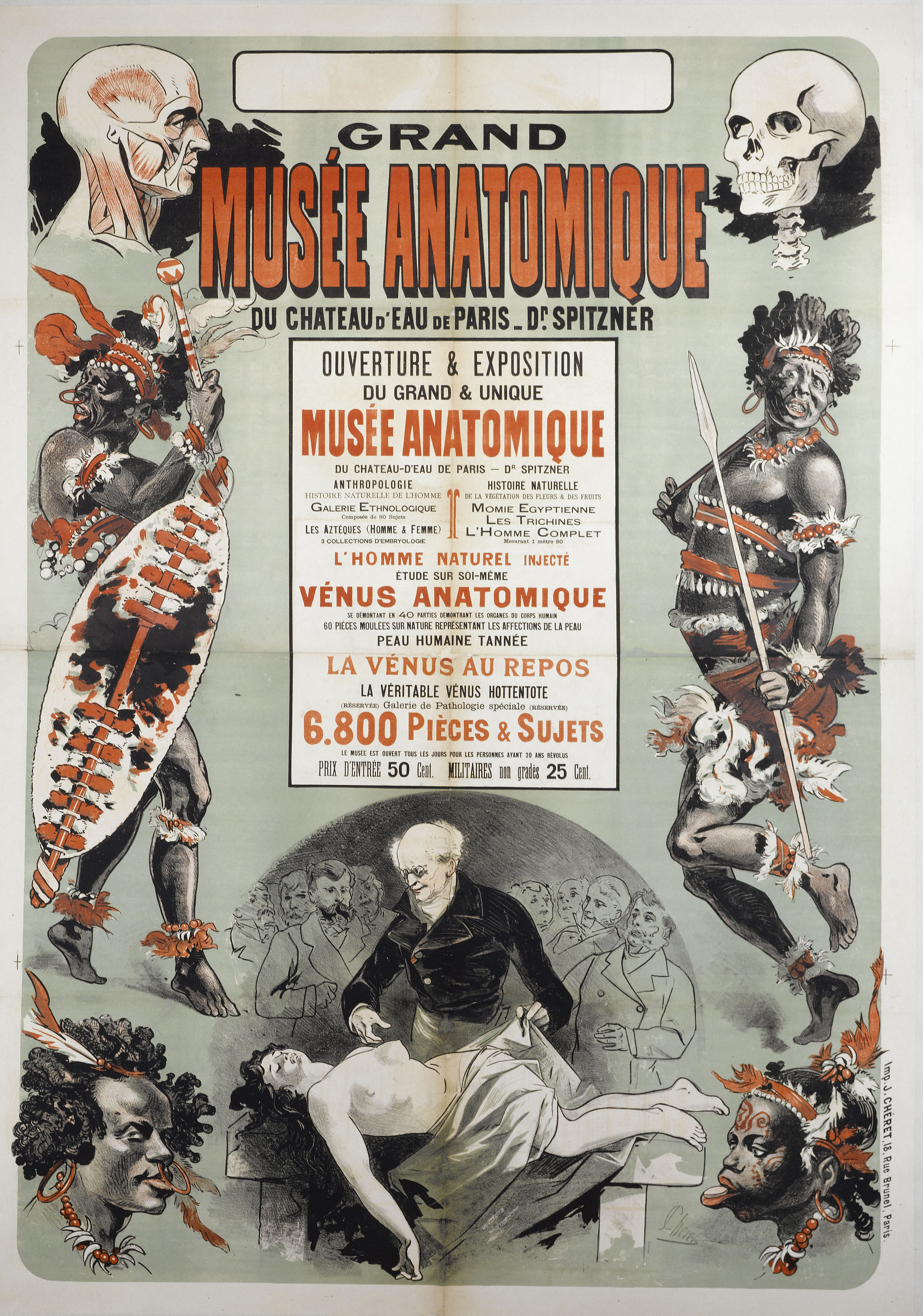
Affiche publicitaire de Jules Chéret pour le musée anatomique du Dr Spitzner, 1881

Le musée Spitzner est un musée anatomique créé en 1856 par Pierre Spitzner, d'origine allemande (Stahlberg, 4 octobre 1833–1896) et présentant des moulages en cire de corps humains ainsi que des monstruosités. Ce musée est devenu ensuite un cabinet de curiosités médicales présenté sur les foires. La collection est visible dans les locaux de la Faculté de médecine de Montpellier depuis 2014.

## Histoire
Pierre Spitzner achète les quatre-vingt pièces de la collection de cires de Guillaume Dupuytren, chef de travaux de 1799 à 1801 au musée Rouvière, alors entreposée au cloître des Cordeliers, en face de la faculté de médecine. Grâce à ces pièces, Pierre Spitzner ouvre en 1856 à Paris son « Athaeneum, Muséum anatomique et ethnologique » dans le pavillon de la Ruche, place du Château d'eau (actuellement place de la République). La finalité première du musée était de présenter les secrets du corps humain et aussi de visualiser les maladies que tous pouvaient contracter, notamment les maladies vénériennes. Il complète sa collection par les premières autopsies réalisées dans les hôpitaux. Afin de renouveler et compléter sa collection, Spitzner commande de nouveaux modèles anatomiques à des cérisculpteurs, dont Baretta, Zeiler, Tramond, Vasseur, Talrich, Jurnelin ainsi qu'à des préparateurs des Hôpitaux de Paris. Le développement de la syphilis lui donne l'idée de créer une section complémentaire d'« Hygiène sociale » principalement destinée aux militaires dans une optique d'action de prévention.
En 1885, un incendie détruit l'espace d'exposition et, expulsé, il devient forain et sillonne avec sa collection les champs de foire de Belgique, Pays-Bas, Allemagne et Angleterre. À la mort du docteur, survenue en 1896, sa femme Désirée continue de sillonner les villes de Belgique avec son cabinet de curiosités. Elle meurt en 1939, mais les héritiers continuent d'exploiter le « musée » jusqu'en 1950, et remisent la collection dans un hangar près de Bruxelles, ce type d'exhibition n'étant plus au goût du public.
La collection est retrouvée en 1970 par la galeriste Margo Bruynoghe qui monte une exposition à Ixelles la même année, puis à Paris en 1980, à la Maison de la Communauté belge et au festival d'Avignon en 1983. La collection dans son ensemble — forte de 350 cires — est ensuite mise aux enchères chez Drouot, achetée par les laboratoires Roussel-UCLAF et, par après, offerte à la Société anatomique de Paris.
À partir de 1997, la collection est exposée à Paris au musée d'anatomie Delmas-Orfila-Rouvière. Elle est ensuite transférée, avec le reste des collections du musée, en 2014 dans les locaux de la Faculté de médecine de Montpellier.

## Dans les arts
Au début des années 1930, le peintre belge Paul Delvaux trouve son inspiration dans ses visites à la Foire du Midi de Bruxelles, où le musée Spitzner présentait en devanture des squelettes et une Vénus mécanique dans une embrasure encadrée de rideaux de velours rouge. Ce spectacle captive Delvaux, lui fournissant des motifs qui apparaissent dans ses toiles et ses dessins tout au long de son travail ultérieur.
Delvaux a immortalisé le musée dans une toile intitulée Le Musée Spitzner (collection Communauté française de Belgique, 1943) et précédemment dans un dessin au même intitulé (1933).